# Samantha Ward
Samantha Ward (* 24. Februar 1989 in Frimley) ist eine englische Badmintonspielerin. 

## Karriere
Samantha Ward wurde 2007 und 2008 englische Juniorenmeisterin. Bei der Badminton-Junioreneuropameisterschaft 2007 gewann sie Bronze im Doppel. 2007 nahm sie auch an den Juniorenweltmeisterschaften teil. Bei den Welsh International 2007 belegte sie Rang zwei, bei den Turkey International 2007 Rang drei. Dritte wurde sie auch bei den Welsh International 2008 und den German Juniors 2008. Bei den Belgian International belegte sie 2009 Platz zwei. 2010 gewann sie national Bronze bei den englischen Meisterschaften. Bei den Bulgarian International 2011 wurde sie Zweite, bei den Welsh International 2012 und den Spanish International 2012 Dritte.